# Michael Patrick King
Michael Patrick King (nacido el 14 de septiembre de 1954) es un director, guionista y productor de series de televisión. 

## Vida y carrera
King nació en una familia irlandés estadounidense en Scranton (Pensilvania) y creció como católico. En los 80, se mudó a Nueva York e hizo monólogos, y escribió obras. También es miembro del grupo de comedia improvisada The Broadway Local, que ha actuado principalmente en el Manhattan Punch Line Theatre. 
Con el tiempo, se mudó a Los Angeles, donde encontró trabajo escribiendo para la serie Murphy Brown, y fue nominado para varios Emmys. Escribió otra serie de la HBO, The Comeback, así como Will & Grace, Good Advice y Cybill. Pero su trabajo más conocido en la HBO fue Sex and the City, creada por Darren Star. Escribió todos los primeros y últimos capítulos de todas las temporadas (excepto el piloto, escrito por Star, y el final de la quinta temporada, que coescribió con Cindy Chupack). También dirigió la adaptación al cine, y su continuación Sex and the City 2. Es presentado en The Other Network Writers Room, una audio serie para los aspirantes a guionistas de comedias. También es el director de la serie de televisión "And Just Like That...".
Él es abiertamente gay y posee Arcade Productions. Vive en Greenwich Village. 
Es cocreador de la comedia de la CBS, 2 Broke Girls.